# Textzeuge
Als Textzeugen bezeichnet die Editionswissenschaft einen mit Text beschriebenen Gegenstand („Textträger“, „Überlieferungsträger“), der diesen Text als Dokument „bezeugt“. Textzeugen sind Abschriften oder Drucke eines Werkes oder epigraphische Quellen. In historisch-kritischen Ausgaben eines Textes werden alle vorhandenen Textzeugen verwertet, soweit sie für die Rekonstruktion der Urfassung, des „Autortextes“, oder einer späteren, überlieferungsgeschichtlich relevanten Fassung von Belang sind. Nicht berücksichtigt werden Textzeugen, die bloße Abschriften anderer, ebenfalls vorliegender Textzeugen sind.
Der Begriff „Zeuge“ wird in der Editionsphilologie auf den gesamten Bereich der Überlieferungsträger ausgedehnt, er schließt also eigenhändige Niederschriften des Autors und authentische Drucke ein. Diese gängige Ausdrucksweise verwischt einen kategorialen Unterschied: Während ein Zeuge eine Aussage über jemanden macht, der er nicht selber ist, „zeugt“ eine Autorhandschrift oder ein authentischer Druck nicht vom Text, sondern enthält ihn. Daher ist, wenn ein Autortext vorliegt, die Bezeichnung „Überlieferungsträger“ passender.